# Christian von Popp
Christian Popp, seit 1918 Ritter von Popp (* 7. April 1891 in Bayreuth; † 11. Mai 1964 ebenda) war ein deutscher Architekt und Ehrenbürger der Stadt Bayreuth.

## Leben
Popp wurde während des Ersten Weltkriegs als Leutnant der Reserve und Kompanieführer im 4. Infanterie-Regiment „König Wilhelm von Württemberg“ der Bayerischen Armee am 8. Mai 1917 mit dem Ritterkreuz des Militär-Max-Joseph-Ordens ausgezeichnet. Mit der Verleihung war die Erhebung in den persönlichen Adelsstand verbunden und er durfte sich nach der Eintragung in die Adelsmatrikel Ritter von Popp nennen.

## Auszeichnungen
- Ehrenbürgerwürde der Stadt Bayreuth
- Goldene Bürgermedaille der Stadt Bayreuth